# 다나 배론

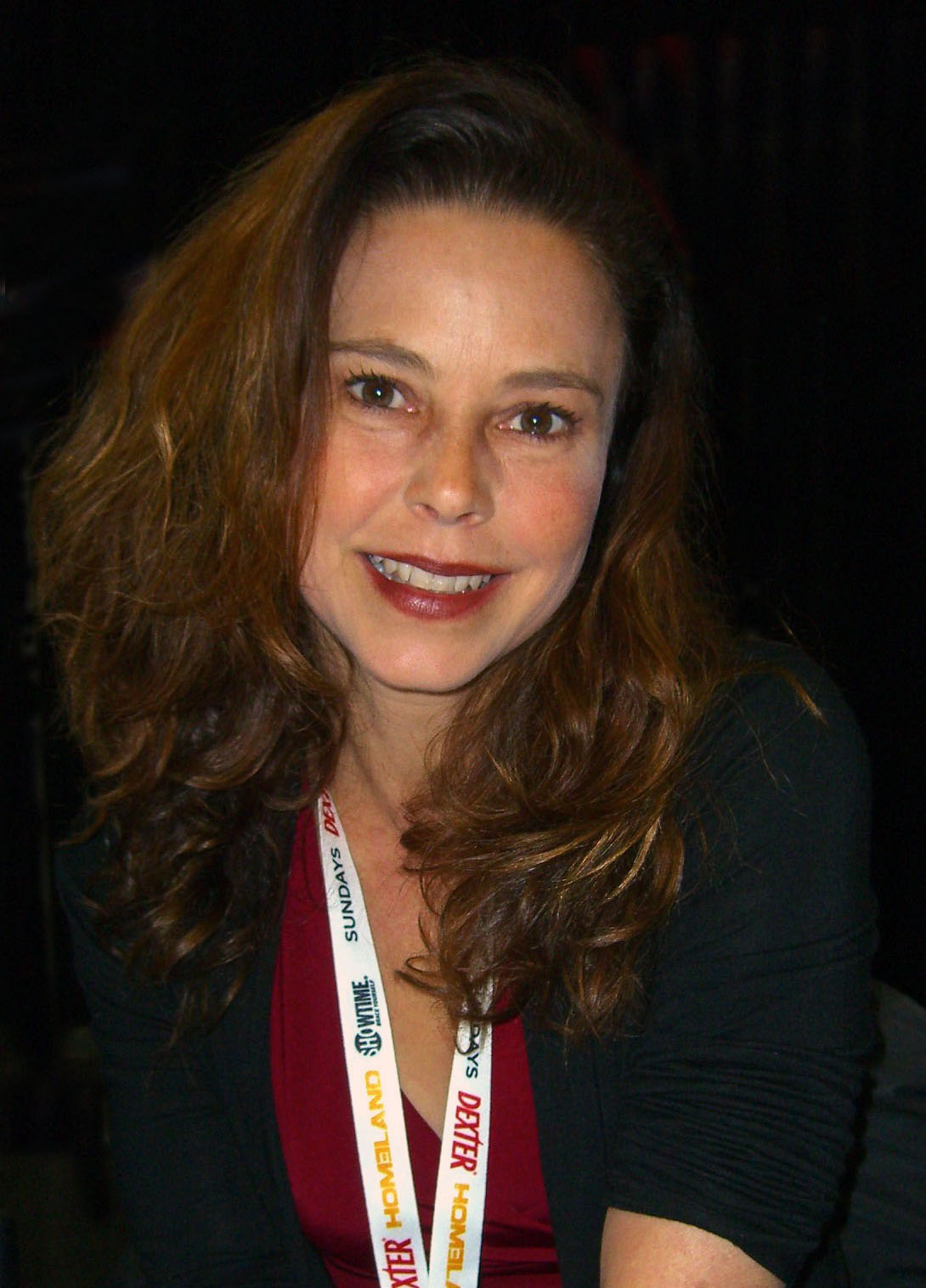

데이나 배런(Dana Barron, 1966년 4월 22일 ~ )은 미국의 배우이다.
뉴욕에서 태어났다.

## 출연 작품
- 스노우 브라이드 (2013년)
- 해피 땡큐 유 모어 프리즈 (2010년)
- 판데믹 (2007년) - 린지 역
- 퍽키드 (2006년) - 티니 역
- 크리스마스 대소동 2 (2003년)
- 나이트 클래스 (2001년)
- 파이톤 (2000년)
- 대강탈 (1997년)
- 탈옥자들 (1994년)
- 닌자 드래곤 2 (1993년)
- 사랑의 로큰롤 (1988년)
- 데스 위시 4 (1987년)
- 헤븐 헬프 어스 (1985년)
- 휴가 대소동 (1983년)
- 어둠의 방랑자 (1980년)

### 텔레비전
- 비버리힐즈의 아이들 (1990년)
- 원 라이프 투 리브 (1968년)

## 같이 보기
- 데이나 플레이토